# Bungo
Bungo è una municipalità dell'Angola appartenente alla provincia di Uíge. Ha 44.362 abitanti (stima del 2006).
Il capoluogo è Bungo.